# Flying Box
Flying Box（日語：フライングボックス）是一間位於日本東京都港區的藝能事務所，下轄許多女性藝人。另外，Flying Box和now fashion agency屬於同一體系，不過後者主要負責模特兒的部分。

## 現在所屬藝人
- 小島聖
- 葉月里緒奈
- 銀粉蝶
- 小野ゆり子
- 若葉龍也
- 大鶴佐助
- 織田梨沙
- KIKI
- Agatha
- 章子怡（日本國内合約）
- 市川純（日本國內合約）
- Tomuya

## 過去所屬藝人
- 天海祐希 - 後轉往研音
- 高岡蒼佑 - 後轉往Stardust Promotion
- 西島千博
- 村上綾歌
- 石井苗子
- 門倉聰
- 安寿ミラ
- 栗原瞳
- 胡兵 - 日本國內合約。2009年轉往Creem International（日语：クリームインターナショナル）
- 藤井かほり - 轉往BLUE BEAR HOUSE（日语：ブルーベアハウス）
- 伊藤麻里也
- 今村洋一
- 加賀美聖良
- 仲村亨
- 鷲尾いさ子
- 松岡音音
- 杉山彦彥
- 櫻井光
- 真木陽子

## 外部連結
- 官方網站 （日語）